# Kutiah Lungma
O Kutiah Lungma é uma geleira (glaciar) de 12 km de comprimento e 3 km de espessura na cordilheira de Caracórum, no vale Stak do distrito de Skardu, Gilgit-Baltistão, no Paquistão. Está localizado em um vale, Stak (pode-se denominar também como Staq), que está na subdivisão Roundu do distrito de Skardu. A geleira está a norte do Nanga Parbat (o nono pico mais alto do mundo) a cerca de 20 km da margem norte do rio Indo. Pode-se acessar a geleira de junho a setembro a partir da cidade de Skardu ou Gilgit, já que fica a cerca de 10 km da estrada Gilgit-Skardu. Uma estrada não-alcatroada da estrada de Giligt-Skardu na junção do rio Indus e o fluxo do Vale Stak leva ao acampamento base da geleira.

## Efeito climático
A geleira havia avançado cerca de 12,8 km em 1955 para a área povoada dentro de 91 dias. A geleira estava avançando a uma taxa surpreendente de pouco mais de uma milha por mês, 15 pés a cada hora e devorou acres de pastagens. Os anciãos locais ainda contam a história do avanço das geleiras em direção ao pasto. De acordo com os anciãos, a geleira avançou a uma taxa muito notável, ou seja, a geleira cresceria primeiro verticalmente e, de repente, ficava plana. Dentro de meses, a geleira chegou na primeira aldeia e as pessoas estavam muito preocupadas com o fato de todo o Stak Valley ser devorado pela geleira se não se retirassem. As pessoas também o relacionam com uma lógica indígena de que as geleiras também têm gênero e a geleira Kutia Lungma era feminina e estava avançando para atender sua contraparte masculina, ou seja, a geleira no oposto Vale de Ganji, através do rio Indus. As pessoas acreditam que era real. Os anciãos contam que eles trouxeram pedaços de gelo da outra geleira que eles achavam que eram do sexo masculino e deixaram cair as peças de gelo na geleira Kutia Liungma. Junto com as pessoas organizaram rituais e oraram a Deus para salvá-los do glaciar avançando. Dentro de dois a três anos, a geleira recuou cerca de 4-5 quilômetros. Agora, a geleira está a cerca de 4-5 km a partir da última vila de Stak Valley, conhecida como Tookla Village.